# William I. Fletcher

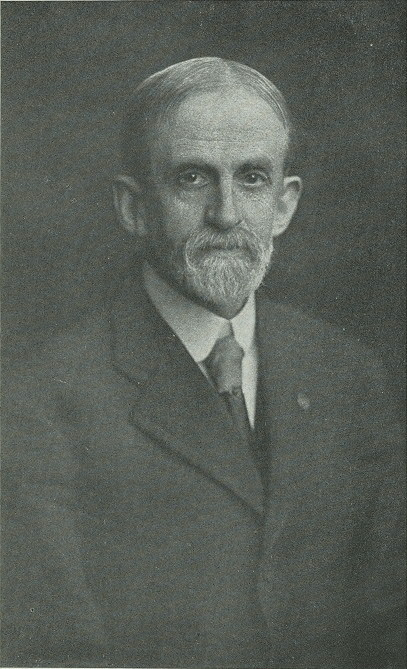
William Isaac Fletcher

William Isaac Fletcher(sinh ngày 23 – 4 – 1844 mất ngày 15 tháng 6 năm 1917) là một thủ thư, nhân viên biên mục, nhân viên lập chỉ mục người Mỹ, người đứng đầu thư viện Amherst College từ năm 1883 đến năm 1911 và là chủ tịch của Hiệp hội thư Viện Mỹ(American Library Association) từ năm 1891-92. Trong năm 1951, ông được tạp chí Library Journal ghi tên vào danh sách những cá nhân thành đạt trong ngành thư viện(Library Hall of Fame).

## Cuộc đời
Sinh ra ở Burlington Vermont, Fletcher lớn lên ở Winchester, Massachusetts. Sau khi làm việc như một thư viện viên ở thị trấn Winchester khi còn là thiếu niên, ông nhận việc tại thư viện Boston Athenaeum khi 18 tuổi, dưới sự chỉ đạo của William Frederick Poole trong 5 năm. Sau khoảng 10 năm rưỡi làm việc tại nhiều thư viện khác nhau ở Massachusetts và Connecticut, Fletcher được Amherst nhận làm vào tháng 11 năm 1883.

## Bảng chỉ mục của Fletcher với tạp chí văn học(Poole's Index to Periodical Literature)
Fletcher từng là biên tập viên trong 4 số thêm(năm 1893, 1897, 1903, và 1908) trong "Bảng chỉ mục của Fletcher với tạp chí văn học" và ấn bản năm 1893 và 1901 của "Bảng chỉ mục của ALA với văn văn học tổng hợp"("the ALA Index to General Literature")..
Fletcher kết hôn năm 1869, có hai con gái và ba con trai.